# Советский (Егорлыкский район)
Сове́тский — хутор в Егорлыкском районе Ростовской области.
Входит в состав Балко-Грузского сельского поселения.

## История
Образован армянами из Карской области, оккупированной турками в 1920 г. Бывший крупный колхоз «Победа». В 1958 году указом Президиума Верховного Совета РСФСР хутор Микояна переименован в хутор Советский.

## Население
| 1989 | 2002 | 2010 |
| ---- | ---- | ---- |
| 96   | ↘78  | ↘28  |

## Улицы
- ул. Восточная,
- ул. Степная,
- ул. Центральная.